# سحر بلا ذراع
سحر بلا ذراع هو عرض تقوم بها امراة (عادة وليس حصراً) بلا ذراعين يعرض في السيرك كعرض جانبي وليس حصرياً، تؤدي حيل مختلفة باستخدام قدمها واصابع الأرجل مثل التدخين أو الكتابة، كثيرا ما تقدم بطاقات زيارة توقع عليها بقدميها وتعطيها للمشاهدين مقابل تكلفة إضافية.

## دور في عرض جانبي
غالبًا ما يكون العرض الأكثر ربحًا في العرض الجانبي، في الأوقات التي كان فيها ان تعرض كاحل الأنثى يعتبر أمرًا صعبًا، فإن المرأة الشابة الجميلة التي تؤدي مآثر البراعة بأصابع قدمها ستجذب حتماً قدرًا كبيرًا من الاهتمام.